# Романтичне фентезі
Романтичне фентезі (англ. romantic fantasy) або роментезі (англ. romantasy) — піджанр фентезі, що поєднує фентезі та романтику та описує фентезійну історію, використовуючи елементи й умовності лицарського роману. Однією з ключових особливостей романтичного фентезі є зосередженість на стосунках, соціальних, політичних і романтичних.

## Популярність у 2023—2024
У 2023 і 2024 роках романтично-фентезійні романи, які називають «роментезі», стали трендом у соціальних мережах. Продажі книг значною мірою стимулювалися просуванням у соціальних мережах, зокрема в частині TikTok, відомій як BookTok. The Economist зазначає, що цей жанр має особливу привабливість для тих, хто виріс на молодіжному фентезі, такому як «Гаррі Поттер», і тепер цікавиться схожими темами, але з дорослими темами сексу та романтики. Серед популярних авторів жанру — Сара Дж. Маас і Ребека Яррос, чиї «Четверте крило», «Залізне полум'я» і «Оніксова буря» побили рекорди продажів і мають бути екранізовані. Автори романів, позначених як романтичне фентезі, — переважно жінки, як і ринок, а самі романи відомі тим, що представляють меншини.

## Приклади

### Кіно

#### Фільми
- «Велика смілива красива подорож» (2025)
- «Сутінкова сага» (2008—2012)
- «Едвард Руки-ножиці» (1990)
- «Легенда» (1985)

#### Мультфільми
- «Красуня і чудовисько» (1991)
- «Русалонька» (1989)
- «Принцеса-наречена» (1987)
- «Привид» (1990)
- «Попелюшка» (1950)

### Телебачення
- «Баффі — переможниця вампірів» (1997—2003)
- «Справжня кров» (2008—2014)
- «Красуня і чудовисько» (1987—1990)